# Przełęcz pod Tokarnią
Przełęcz pod Tokarnią (słow. Lesnické sedlo) – położona na wysokości 720 m n.p.m. przełęcz w słowackich Pieninach pomiędzy Grupą Golicy a Małymi Pieninami. Dokładniej jest to przełęcz pomiędzy wzniesieniem Tokarnia (Tokárne, 748 m) a ostatnim garbem na wschodnim grzbiecie Aksamitki (749 m). Południowe stoki spod przełęczy opadają do doliny Lipnika, północne do doliny Leśnickiego Potoku. Zbudowane z wapieni płaskie i szerokie siodło przełęczy jest bezleśne, rozciągają się stąd widoki na Pieniny Właściwe, Gorce, Małe Pieniny i Magurę Spiską. W dole zabudowania Wielkiego Lipnika. Prowadząca z tej miejscowości droga przez przełęcz do Leśnicy wybudowana została dopiero w 1967, przedtem Leśnica miała jedynie bardzo wąską Drogę Pienińską. Na przełęczy jest duży parking dla samochodów, w sezonie turystycznym czynny jest bufet i kiosk z pamiątkami.
Otaczające przełęcz łąki są wypasane. Cały obszar przełęczy (do polskiej granicy) to tereny parku narodowego (PIENAP-u).

## Szlaki turystyczne
czerwony: Czerwony Klasztor – Przełęcz pod Klasztorną Górą – Płaśnie – przełęcz Pod Płaśniami – Aksamitka – Przełęcz pod Tokarnią – Wielki Lipnik. 3:15 h, ↓ 2:45 h
 żółty: Przełęcz pod Tokarnią – Wysoki Wierch – Szlachtowa. 2 h, ↓ 2:05 h
 czerwony: Szczawnica – Droga Pienińska – Leśnica – Przełęcz pod Tokarnią – Wielki Lipnik

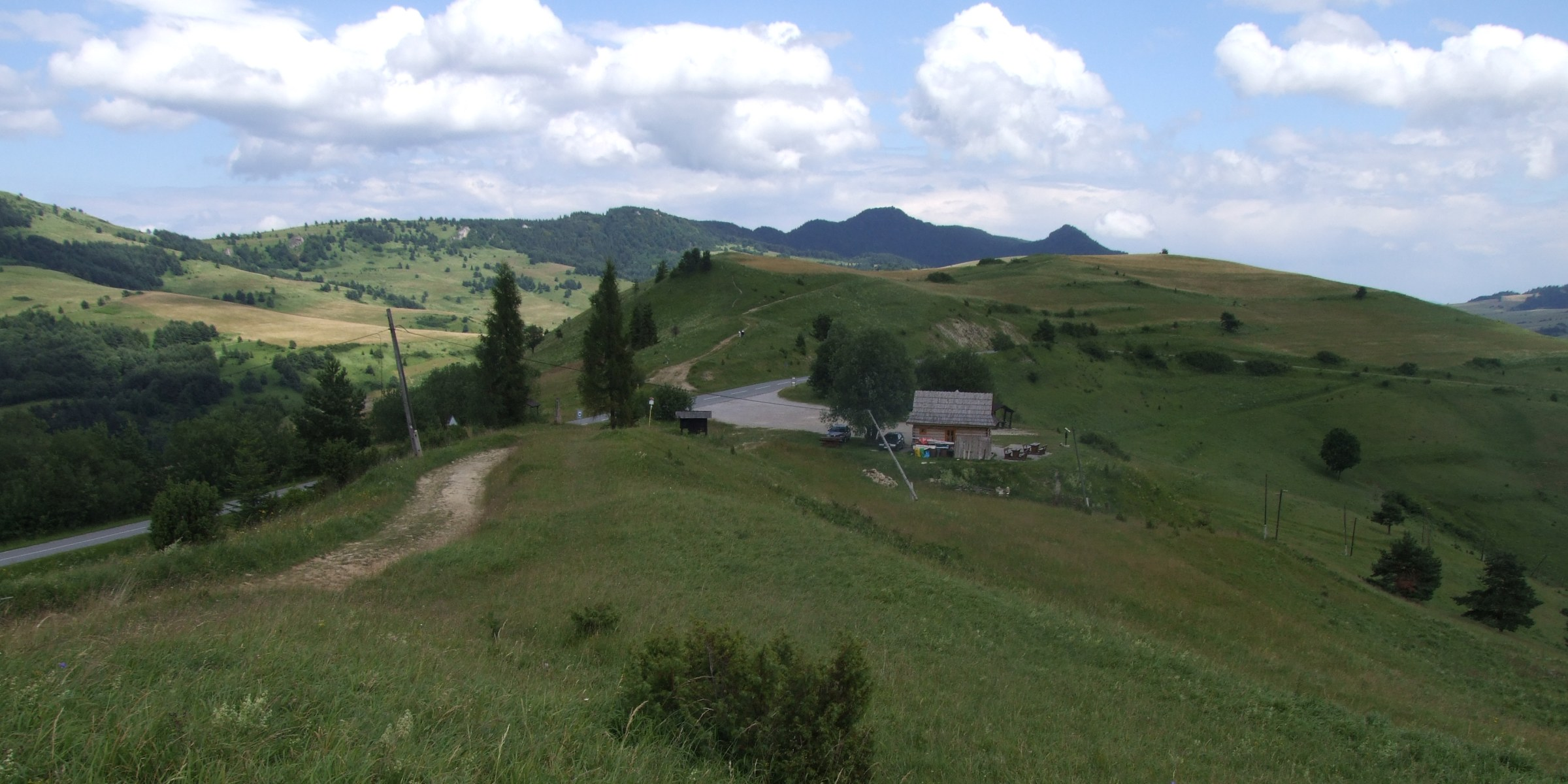
Przełęcz pod Tokarnią